# Rândunică senegaleză
Rândunica senegaleză (Cecropis senegalensis) este o specie de pasăre din familia Hirundinidae. Este o rândunică mare, care se găsește în mare parte din Africa sub-sahariană, deși cel mai frecvent în vest. Nu migrează, dar urmează într-o oarecare măsură ploile.

## Taxonomie
În 1760, zoologul francez Mathurin Jacques Brisson a inclus o descriere a rândunicii senegaleze în lucrarea sa, Ornithologie, pe baza unui exemplar cules în Senegal. A folosit numele francez L'hirondelle du Sénégal și latinescul Hirundo Senegalensis. Deși Brisson a inventat nume latine, acestea nu sunt conforme cu sistemul binomial și nu sunt recunoscute de Comisia Internațională pentru Nomenclatură Zoologică.. În 1766, când naturalistul suedez Carl Linnaeus și-a actualizat Systema Naturae pentru a douăsprezecea ediție, el a adăugat 240 de specii care fuseseră descrise anterior de Brisson. Una dintre acestea a fost rândunica senegaleză. Linnaeus a inclus o scurtă descriere și a folosit numele latin al lui Brisson pentru numele binomial, Hirundo senegalensis.
Plasată anterior în genul Hirundo, rândunica senegaleză și rudele ei s-au dovedit prin studii moleculare a fi o cladă separată și acum sunt plasate în genul Cecropis, care a fost introdus de zoologul german Friedrich Boie în 1826.
Există trei subspecii recunoscute:
- C.s. senegalensis (Linnaeus, 1766) – sudul Mauritaniei, Senegal și Gambia de la est la sud-vestul Sudanului
- C. s. saturatior (Bannerman, 1923) –  vestul Africii de la sudul Ghanei la est până la Etiopia și nordul Keniei
- C. s. monteiri (Hartlaub, 1862) – Angola și sudul Republicii Democrate Congo până la sudul Kenya și sud până la nord-estul Africii de Sud

## Descriere

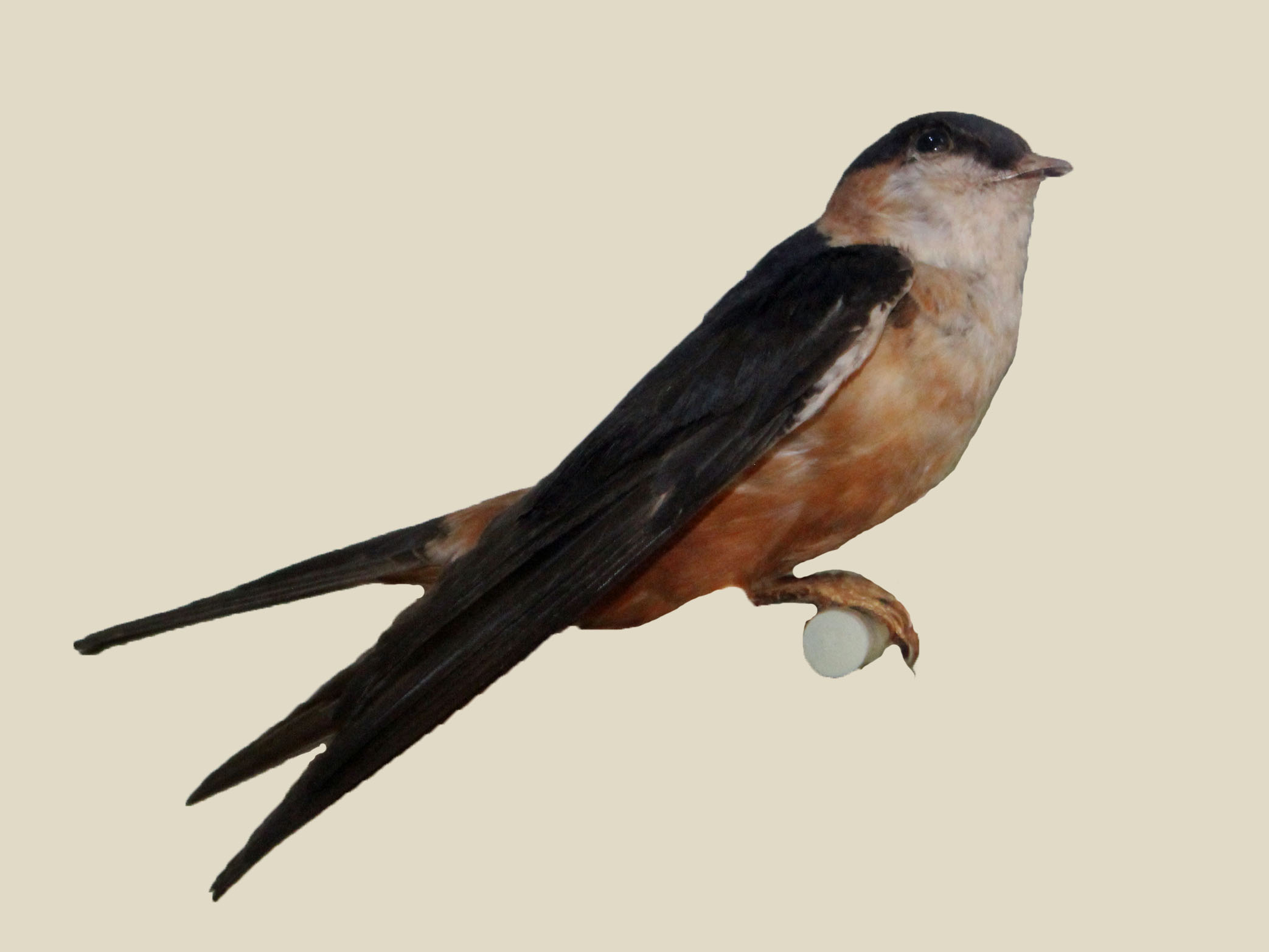
Specimen la Muzeul Național din Nairobi

Rândunica senegaleză este cea mai mare și mai grea specie de rândunică africană, asemănătoare cu rândunica roșcată Cecropis daurica. Creștetul capului, părțile superioare și coada sunt de un albastru închis lucios, iar laturile și părțile laterale ale capului sunt albicioase formând un guler. Partea inferioară a corpului este ruginie, în timp ce gâtul și pieptul superior sunt de un ruginiu pal. Femelele sunt asemănătoare masculilor, dar au cozi mai scurte. Juvenilii sunt mai maronii. Rândunelele senegaleze au o lungime de 21–23 cm.